# Cordilheira Shackleton

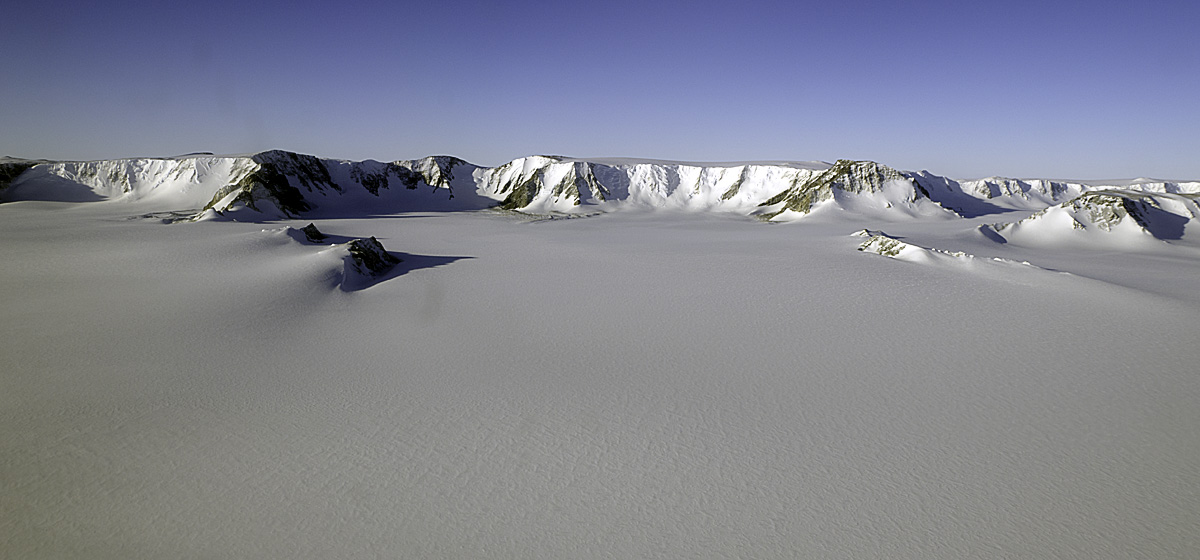
Cordilheira Shackleton projetada para fora da camada de gelo entre as geleiras Slessor e Recovery.

A Cordilheira Shackleton é uma cordilheira na Antártida Oriental. Elevando-se no cume de Holmes a 1 875 metros (6,152 ft), estende-se numa direção leste-oeste para aproximadamente 160 quilômetros entre as geleiras de Slessor e Recovery. Recebeu esse nome em homenagem a Ernest Shackleton, líder da Expedição Transantártica Imperial.